# Alexis Tendil
 (novembre 2018).
Si vous disposez d'ouvrages ou d'articles de référence ou si vous connaissez des sites web de qualité traitant du thème abordé ici, merci de compléter l'article en donnant les références utiles à sa vérifiabilité et en les liant à la section « Notes et références ».
Alexis Tendil, né le 16 août 1896 au Teil (Ardèche) et mort le 5 octobre 2005 aux Vans (Ardèche), est un des derniers poilus. Il est décédé à l'âge de 109 ans.

## Biographie
Enfant brillant à l'école de la République à tel point qu'après son certificat d'étude, l'instituteur insiste auprès de ses parents pour qu'il poursuive ses études. Ceux-ci préfèrent qu'il apprenne un métier. Il deviendra électricien.
À la déclaration de la Première Guerre mondiale en 1914, il se présente pour partir à la guerre mais l'armée ne veut pas de lui le jugeant trop mince.
En janvier 1917, il est mobilisé au 7e régiment du génie d'Avignon, il part alors pour Épinal. Il se souvient : « Il passe un militaire qui dit : il n'y a pas un électricien dans le coin ? » Il répond : « Si, moi ». Il part alors pour Paris à l'école militaire : « Là, on m'a appris le morse et on faisait des cours d'électricité pour nous changer un peu. En électricité, j'étais pas le premier mais en morse, alors là… je l'étais toujours » affirmait-il. Sa formation terminée, il est envoyé au front sur le chemin des Dames : « Notre rôle, c'était de capter les messages allemands pour savoir ce qu'ils disaient. Alors, on envoyait ça à l'état-major et ils les classaient ».
Le 5 octobre 1918, il intercepte un message allemand d'une dizaine de lignes qu'il ne comprend pas, et le fait envoyer à l'état-major français. Lorsque l'estafette revient, elle lui dit : « Je ne sais pas ce que tu as pris, mais quand les officiers ont découvert ton message, ils sont devenus comme fous ». Son interception était en fait un message du Chancelier du Reich qui informait le pape (Benoît XV) de la capitulation imminente de l'Allemagne. Celui-ci permit d'anticiper la fin de la guerre et (comme il l'affirma) de « sauver des milliers de vies » car l'armée française avait prévu une offensive massive. Ce message annula tout. Après l'armistice de 1918, il poursuit sa profession d'électricien avant de postuler en 1945, aux houillères de Molières-sur-Cèze (Gard). Il prend sa retraite en 1960 dans l'Ardèche à Saint-Genest-de-Beauzon. Il reçoit la Légion d'honneur en novembre 1995, remise par le secrétaire d'État aux Anciens combattants, Jean-Pierre Masseret, et la médaille de la guerre électronique en 2001 décernée par le ministère de la Défense. Il décède le 5 octobre 2005 après avoir été hospitalisé pour une chute. Il fut appelé le Pionnier de la guerre électronique.